# Max Stedman
Maximilian « Max » Stedman, né le 22 mars 1996 à Crowthorne en Angleterre, est un coureur cycliste britannique.

## Biographie
En 2015, Max Stedman est recruté par la formation britannique Pedal Heaven. L'année suivante, il se révèle lors du passage de l'équipe au niveau continental en obtenant diverses places d'honneur : septième du Velothon Wales et du championnat de Grande-Bretagne sur route espoirs, neuvième du Tour de Bulgarie et onzième du Beaumont Trophy.
Intéressé par son profil, la nouvelle équipe Bike Channel-Canyon annonce son recrutement pour l'année 2017. Sous ses nouvelles couleurs, il termine notamment neuvième du Beaumont Trophy et quatorzième du Tour d'Almaty. Au mois de décembre, il remporte l'étape reine puis le classement général du Tour de Quanzhou Bay, en Chine.
En aout 2018, il dispute le Tour Alsace avec une sélection britannique. Troisième d'une étape, il termine finalement douzième du classement général.

## Palmarès
- 2017
  - Tour de Quanzhou Bay :
    - Classement général
    - 2e étape
- 2018
  - Kibosh Road Racing
  - Tour de Quanzhou Bay :
    - Classement général
    - 2e étape

  - 2e du Ryedale Grand Prix
- 2020
  - Classement général du Tour d'Antalya
- 2023
  - Tour d'Albanie : 
    - Classement général
    - 1re étape

  - 2e étape du Tour de Maurice (contre-la-montre par équipes)
  - Grand Prix Erciyes
  - Tour de Yiğido :
    - Classement général
    - Prologue et 3e étape
- 2024
  - Grand Prix Altınkale

## Classements mondiaux
| Année                                 | 2016  | 2017  | 2018  | 2019  | 2020 | 2021  | 2022  | 2023 | 2024 |
| ------------------------------------- | ----- | ----- | ----- | ----- | ---- | ----- | ----- | ---- | ---- |
| Classement mondial                    | 1200e | 1942e | 1156e | 1170e | 268e | 1740e | 2217e | 391e | 731e |
| UCI Europe Tour                       | 822e  | 1393e | 1627e | 824e  | 219e | 1198e | 1395e | nc   | nc   |
| UCI Asia Tour                         | nc    | 482e  | 193e  |       |      |       |       |      |      |
|                                       |       |       |       |       |      |       |       |      |      |
| Légende : nc = non classéSource : UCI |       |       |       |       |      |       |       |      |      |